# Barrage de Kozağacı
Le barrage de Kozağacı est un barrage de Turquie. La rivière Kırkpınar Çayı (rivière des 40 sources) va se jeter dans le lac du barrage de Çavdır à environ 8 km au nord-est.

## Sources
- (en) « Kozağacı Dam », sur Agence gouvernementale turque des travaux hydrauliques (DSİ)